# Haapalaite
La haapalaite è un minerale.